# Persone di nome Ihor
| Questa pagina contiene informazioni ricavate automaticamente dalle voci biografiche con l'ausilio del template Bio e di un bot. L'aggiornamento è periodico e automatico e ricostruisce completamente la pagina. Se manca una persona in questa lista, sei pregato di non aggiungerla, ma accertati piuttosto che la sua voce biografica contenga il template Bio e che i dati anagrafici siano correttamente compilati. Se il template Bio manca, inseriscilo tu stesso o, in alternativa, metti l'avviso {{tmp\|Bio}} che ne segnala la mancanza. Se i dati riportati sono sbagliati, correggi direttamente la voce biografica; le modifiche saranno visibili in questa lista entro pochi giorni. Per chiarimenti vedi il progetto antroponimi. La lista contiene solo le 61 persone che sono citate nell'enciclopedia e per le quali è stato implementato correttamente il template Bio. Pagina aggiornata al 16 ott 2024. |

Questa è una lista di persone presenti nell'enciclopedia che hanno il prenome Ihor, suddivise per attività principale.

## Allenatori di calcio(3)
- Ihor Lučkevyč, allenatore di calcio e ex calciatore ucraino (Oleksandrivka, n. 1973)
- Ihor Oščypko, allenatore di calcio e ex calciatore ucraino (Serafyntsi, n. 1985)
- Ihor Rachajev, allenatore di calcio e ex calciatore ucraino (Charkiv, n. 1973)

## Allenatori di calcio a 5(1)
- Ihor Moskvyčov, allenatore di calcio a 5 e ex giocatore di calcio a 5 ucraino (Mar"ïnka, n. 1971)

## Ammiragli(1)
- Ihor Vorončenko, ammiraglio ucraino (Babaji, n. 1964)

## Arcivescovi cattolici(1)
- Ihor Voz'njak, arcivescovo cattolico ucraino (Łypyci, n. 1952)

## Artisti marziali misti(1)
- Ihor Vovčančyn, artista marziale misto e kickboxer ucraino (Zoločiv, n. 1973)

## Atleti paralimpici(1)
- Ihor Cvjetov, atleta paralimpico ucraino (Mykolaïv, n. 1994)

## Calciatori(29)
- Ihor Bjelanov, ex calciatore sovietico (Odessa, n. 1960)
- Ihor Bobovyč, ex calciatore ucraino (Černihiv, n. 1975)
- Ihor Charatin, calciatore ucraino (Mukačevo, n. 1995)
- Ihor Jaroslavovyč Chudob"jak, calciatore ucraino (Ivano-Frankivs'k, n. 1985)
- Ihor Orestovyč Chudob"jak, ex calciatore ucraino (Ivano-Frankivs'k, n. 1987)
- Ihor Duc', calciatore ucraino (Nyžankovyči, n. 1994)
- Ihor Hončar, calciatore ucraino (Černivci, n. 1993)
- Ihor Horbach, calciatore ucraino (Kiev, n. 2004)
- Ihor Kalinin, calciatore ucraino (Kerč', n. 1995)
- Ihor Kohut, calciatore ucraino (Dnipropetrovsk, n. 1996)
- Ihor Korotec'kyj, ex calciatore ucraino (Charkiv, n. 1987)
- Ihor Krasnopir, calciatore ucraino (Kiev, n. 2002)
- Ihor Kryvobok, ex calciatore ucraino (Charkiv, n. 1978)
- Ihor Kul'čyc'kyj, ex calciatore sovietico (Leopoli, n. 1941)
- Ihor Kutjepov, ex calciatore sovietico (Pervomajs'kyj, n. 1965)
- Ihor Kyrjuchancev, calciatore ucraino (Makiïvka, n. 1996)
- Ihor Lytovka, calciatore ucraino (Nikopol', n. 1988)
- Ihor Ničenko, ex calciatore ucraino (Cherson, n. 1971)
- Ihor Ozarkiv, ex calciatore ucraino (Žydačiv, n. 1992)
- Ihor Perduta, calciatore ucraino (n. 1990)
- Ihor Petrov, ex calciatore ucraino (Horlivka, n. 1964)
- Ihor Plastun, calciatore ucraino (Kiev, n. 1990)
- Ihor Pokyd'ko, ex calciatore sovietico (Poltava, n. 1965)
- Ihor Snurnicyn, calciatore ucraino (Dokučajevs'k, n. 2000)
- Ihor Soldat, calciatore ucraino (Kiev, n. 1991)
- Ihor Tymčenko, ex calciatore ucraino (Poltava, n. 1986)
- Ihor Tyščenko, calciatore ucraino (Vladivostok, n. 1989)
- Ihor Voronkov, ex calciatore ucraino (Torec'k, n. 1981)
- Ihor Žurachovs'kyj, calciatore ucraino (Kiev, n. 1994)

## Cestisti(3)
- Ihor Kryvyč, ex cestista ucraino (Charkiv, n. 1978)
- Ihor Pinčuk, ex cestista sovietico (Kiev, n. 1967)
- Ihor Zajcev, cestista ucraino (Dnipropetrovs'k, n. 1989)

## Compositori(1)
- Ihor Naumovyč Šamo, compositore ucraino (Kiev, n. 1925 - Kiev, † 1982)

## Discoboli(1)
- Ihor Duhinec, ex discobolo sovietico (Kuybisheve, n. 1956)

## Generali(2)
- Ihor Klymenko, generale e politico ucraino (Kiev, n. 1972)
- Ihor Tancjura, generale ucraino (oblast' di Černihiv, n. 1967)

## Ginnasti(2)
- Ihor Korobčyns'kyj, ex ginnasta ucraino (Antracyt, n. 1969)
- Ihor Radivilov, ginnasta ucraino (Mariupol', n. 1992)

## Giornalisti(1)
- Ihor Kostenko, giornalista e attivista ucraino (Zubrets, n. 1991 - Kiev, † 2014)

## Imprenditori(2)
- Ihor Kolomojs'kyj, imprenditore e politico ucraino (Dnipropetrovs'k, n. 1963)
- Ihor Surkis, imprenditore e dirigente sportivo ucraino (Kiev, n. 1958)

## Lottatori(1)
- Ihor Nykyforuk, lottatore ucraino (n. 1999)

## Nuotatori(3)
- Ihor Borysyk, ex nuotatore ucraino (Sinferopoli, n. 1984)
- Ihor Snitko, ex nuotatore ucraino (Charkiv, n. 1978)
- Ihor Červyns'kyj, nuotatore ucraino (Charkiv, n. 1981)

## Poeti(1)
- Ihor Pavljuk, poeta e scrittore ucraino (Oblast' di Volinia, n. 1967)

## Scacchisti(2)
- Ihor Kovalenko, scacchista ucraino (Novomoskovs'k, n. 1988)
- Ihor Platonov, scacchista ucraino (Odessa, n. 1934 - Kiev, † 1994)

## Schermidori(1)
- Ihor Rejzlin, schermidore ucraino (n. 1984)

## Slittinisti(1)
- Ihor Stachiv, slittinista ucraino (Leopoli, n. 1999)

## Sollevatori(2)
- Ihor Razor'onov, ex sollevatore ucraino (Lyman, n. 1970)
- Ihor Rybak, sollevatore sovietico (Charkiv, n. 1934 - Charkiv, † 2005)

## Velisti(1)
- Ihor Matvijenko, ex velista ucraino (Dnipro, n. 1971)